# Delta pyriforme
Delta pyriforme är en stekelart som först beskrevs av Fabricius 1775.  Delta pyriforme ingår i släktet Delta och familjen Eumenidae.

## Underarter
Arten delas in i följande underarter:
- D. p. butonense
- D. p. circinale
- D. p. malayanum
- D. p. novaeguineae
- D. p. philippinense
- D. p. rufonigerrimum
- D. p. nigrocinctum